# Cas Grégory
El cas de Gregory Villemin o simplement Cas Grégory (en francès, Affaire Grégory) és un cas penal francès que començà el dia 16 d'octubre de 1984 a última hora de la tarda, quan Christine Villemin va denunciar la desaparició de Grégory, el seu fill de quatre anys, de la casa familiar, situada a Lépanges-sur-Vologne. El mateix dia, el cos sense vida del nen va ser trobat cap a les 21:15 hores a gairebé set quilòmetres de distància, a la Vologne, un riu del departament de les Vosges.
La fotografia de la recuperació del cos de Grégory, amb els peus, les mans i el cap lligats amb cordons i una gorra de llana tirada cap avall sobre la cara va aparèixer a la premsa i va marcar immediatament l'opinió pública, que no ha deixat fins a l'actualitat de seguir el cas.

## Els fets
Dimarts, 16 octobre 1984 a les 16:55, com de costum, Christine Villemin plega de la feina a Lépanges i recull el seu fill Grégory a casa de la seva cangur, Christine Jacquot. Segons les seves declaracions, arribats a casa, el nen vol quedar-se fora per jugar una mica, en el sorral del jardí situat davant de la casa, mentre que ella es prepara per planxar. Poc després de les 17:20, surt per fer entrar el seu fill, però no el troba. En pànic, i després d'una recerca amb el cotxe, denuncia la desaparició a la policia a les 17:50.
Alhora, algú havia deixat una carta anònima a la comissaria i havia trucat a Michel Villemin, germà del pare de Grégory, Jean-Marie, per tal de reivindicar l'assassinat de l'infant. De fet, la família rebia amenaces anònimes per telèfon i cartes des de feia temps, però mai no li havien donat gaire importància, perquè després de tanta insistència ho consideraven una broma de mal gust.
El cos sense vida del petit és trobat i recuperat pels bombers unes quantes hores més tard, cap a les 21:15, a la Vologne al seu pas per Docelles, a set quilòmetres riu avall de Lépanges. El cadàver estava lligat amb cordes a les mans (sobre el ventre), els peus i el coll. Se'n va publicar una fotografia l'endemà a la premsa, i el cas es va tornar mediàtic de seguida per la commoció pública.

## Investigacions i acusacions
Després de dècades des de l'assassinat i després que la justícia centrés les acusacions en diverses persones (el cosí del pare de Grégory, Bernard Laroche; la germana de la dona de Laroche, Murielle Bolle; i fins i tot la mateixa mare del nen, Christine), el cas mai no s'ha resolt per falta de proves contundents contra ningú.

## Assassinat de Bernard Laroche
El 4 de febrer de 1985, el jutge Jean-Michel Lambert, contra el parer del ministeri públic d'Épinal, allibera Bernard Laroche per manca de proves. Jean-Marie Villemin, que no ho podia suportar perquè estava convençut de la culpabilitat de Laroche, anuncia davant la premsa aquell mateix dia la seva intenció de matar-lo.
Divendres, 29 de març de 1985, cap a les 13:15 hores, mentre Bernard Laroche torna amb la seva dona Marie-Ange i el seu fill Sébastien al garatge de casa seva a Aumontzey, Jean-Marie Villemin camina cap al seu cosí i dispara un tret al pit amb un rifle de caça. Qualsevol paper actiu de Christine Villemin en l'assassinat de Bernard Laroche va ser ràpidament descartat pels investigadors, sobretot perquè en el moment d'aquest assassinat, Christine Villemin estava hospitalitzada.
Jean-Marie Villemin va ser condemnat a 5 anys de presó. El 24 de desembre de 1987 va obtenir la llibertat condicional i va ser alliberat finalment el 31 de desembre de 1993.